# Upanayana

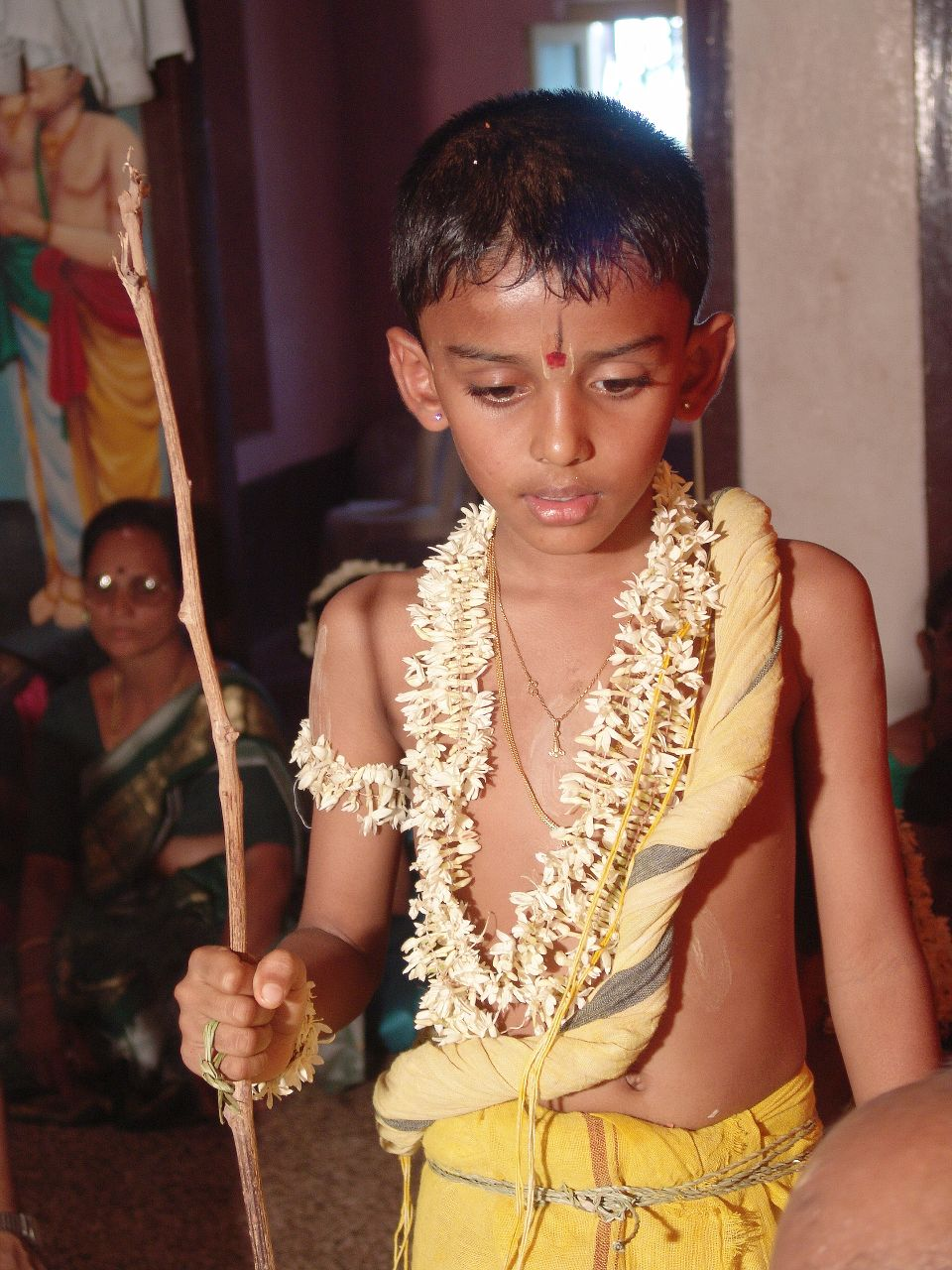
Un giovane hindu durante il rito dello upanayana.

Upanayana (devanāgarī उपनयनम्) è un sostantivo neutro sanscrito con cui si indica la cerimonia di iniziazione (diksha) dei fanciulli di sesso maschile appartenenti alle caste ārya (nobili), in cui questi acquisiscono lo status di "nati due volte" (dvija) entrando nel primo āśrama, quello del Brahmacarya (lett.: "condotta in armonia col Brahman"), e divenendo quindi dei brahmacārin.

## Significato del termine e condizioni della cerimonia
Il termine upanayana ha il significato di "condurre vicino" ovvero di "condurre un giovane discepolo vicino ad un maestro affinché conosca il Veda".
Secondo Jan Gonda tale cerimonia ha origini  preistoriche, mentre per Stefano Piano essa  possiede quantomeno antiche origini indoiraniche avendo, la cultura religiosa zoroastriana, cerimonie del tutto analoghe.
L'età della cerimonia varia a seconda del varṇa di appartenenza del fanciullo, la durata dello status di Brahmācarya è invece stabilita in dodici anni.
Il periodo ritenuto propizio per questa iniziazione è anch'esso stabilito secondo il varṇa del fanciullo:
- primavera (vasanta) per quello brāhmaṇa;
- estate (grīṣma) per quello kṣatriya;
- autunno (śarad) per quello vaiśya.

## Descrizione del rito
Dopo una notte trascorsa in silenzio, il fanciullo consuma l'ultimo pasto con la madre e viene condotto presso un capanno dove lo attende il  maestro (guru, ācārya) vicino ad un fuoco sacrificale (agni) acceso, fuoco che deve essere alimentato per tutta la durata della cerimonia .
Quindi il fanciullo viene rasato (muṇḍana) lasciando solo un ciuffo di capelli sul capo (śikhā), e si procede con il suo bagno di purificazione, dal quale esce per indossare un perizoma (kaupīna), proprio anche dei rinuncianti.
Allora si avvicina al maestro (guru, ācārya) chiedendogli di essere ammesso come brahmācarin, quest'ultimo approvando la sua richiesta si posiziona davanti al fuoco sacrificale con il volto verso Oriente, mentre il discepolo gli si pone innanzi con il volto verso Occidente.  Porgendogli l'offerta di burro fuso (ghṛtha) il discepolo tocca il maestro  che a questo punto lo  veste con nuove vesti: una per la parte superiore del corpo (uttarīya) e una seconda per quella inferiore (vāsas) , e legandogli alla vita una cintura (mekhalā)  avente lo scopo di proteggerlo da ciò che è negativo e che rappresenta il cordone ombelicale della "nuova nascita".
Segue la consegna di una pelle di antilope (ajina), che sarà il tappeto del discepolo.  Per mezzo di opportuni mantra, il maestro versa con le mani unite dell'acqua nelle mani unite dell'allievo, invitandolo poi a dirigere lo sguardo verso il sole (ādityadarśana), quindi lo invita a compiere un giro in senso orario (pradakṣiṇa) intorno a lui e toccandolo all'altezza del cuore, lo invita a salire su una pietra posta a Settentrione del fuoco sacrificale, spronandolo ad essere "forte come una pietra". Afferratagli la mano il maestro accoglie il discepolo invitandolo a pronunciare il suo nuovo nome. Dopo averlo guidato in una circumambulazione intorno al fuoco sacrificale gli consegna lo yajñopavīta, il cordone sacro posto, di norma sopra la spalla sinistra facendolo scendere  sotto il fianco destro.
Il primo insegnamento al giovane  brahmācarin consiste nell'impartirgli i versi del Gāyatrī preceduto dalle tre sillabe mistiche dette vyāhṛti: bhūḥ, bhuvaḥ, svaḥ:
(Ṛgveda III,62,10)